# اردک‌ماهی جنوبی
اردک‌ماهی جنوبی (نام علمی: Esox cisalpinus) نام یک گونه از سرده اردک‌ماهی است.